# Sint-Julianakerk (Verviers)

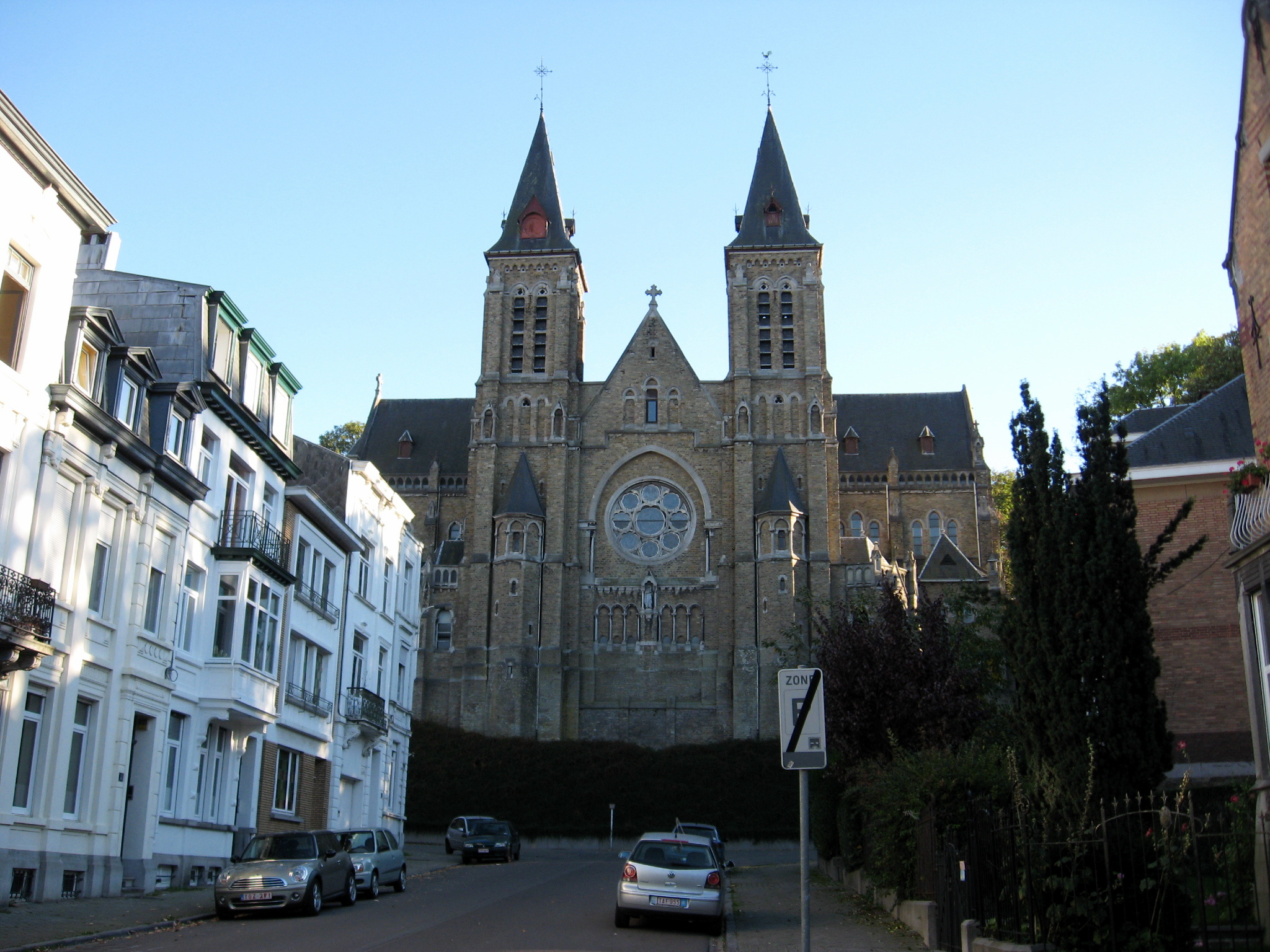
Sint-Julianakerk

De Sint-Julianakerk (Frans: Église Sainte-Julienne) is een parochiekerk in de Belgische stad Verviers, gelegen aan de Avenue Pelzer.

## Geschiedenis
De parochie, gewijd aan Sint-Juliana werd gesticht in 1892, maar de bouw van de kerk, ontworpen door Charles Thirion, begon pas in 1901. Ze werd gefinancierd door de textielindustriëlen van de stad. De locatie was gekozen door schepen van Openbare Werken Henri Pirenne. In 1906 werd het meubilair geïnstalleerd en in 1907 werd de kerk ingezegend. De glas-in-loodramen en de wandmozaïeken zijn creaties van Ateliers Osterrath et Biolley. De monumentale, gemaroufleerde muurschilderingen werden aangebracht door Leon Pringels (1931-1934).

## Beschrijving
Het betreft een groot, bakstenen bouwwerk in neogotische stijl, gelegen op een rotsige hoogte boven het Parc Général Jacques. Grote trappartijen leiden naar boven. Het lange schip heeft zes traveeën, zijkapellen en een veelhoekig afgesloten koor. De gewelven rusten op metalen bogen en zijn uitgevoerd in terracotta. Het schip wordt doorsneden door een transept, waarvan de noordelijke arm geflankeerd wordt door twee vrijwel identieke torens, voorzien van tentdaken, welke doen denken aan de Abdij van Maredsous. De zuidelijke transeptarm wordt driezijdig afgesloten door een apsis.
Het kerkmeubilair stamt vrijwel geheel uit het begin van de 20e eeuw, en is uitgevoerd in neogotische stijl. De brandglasramen – neogotisch met art deco-invloeden – vormen een beeldcatechismus naar een programma van kanunnik Jamar. Het grote raam in het koor toont het Lam Gods en het roosvenster aan de noordkant geeft Christus Koning weer, omringd door medaillons van de zeven sacramenten.